# Lovec nacistů

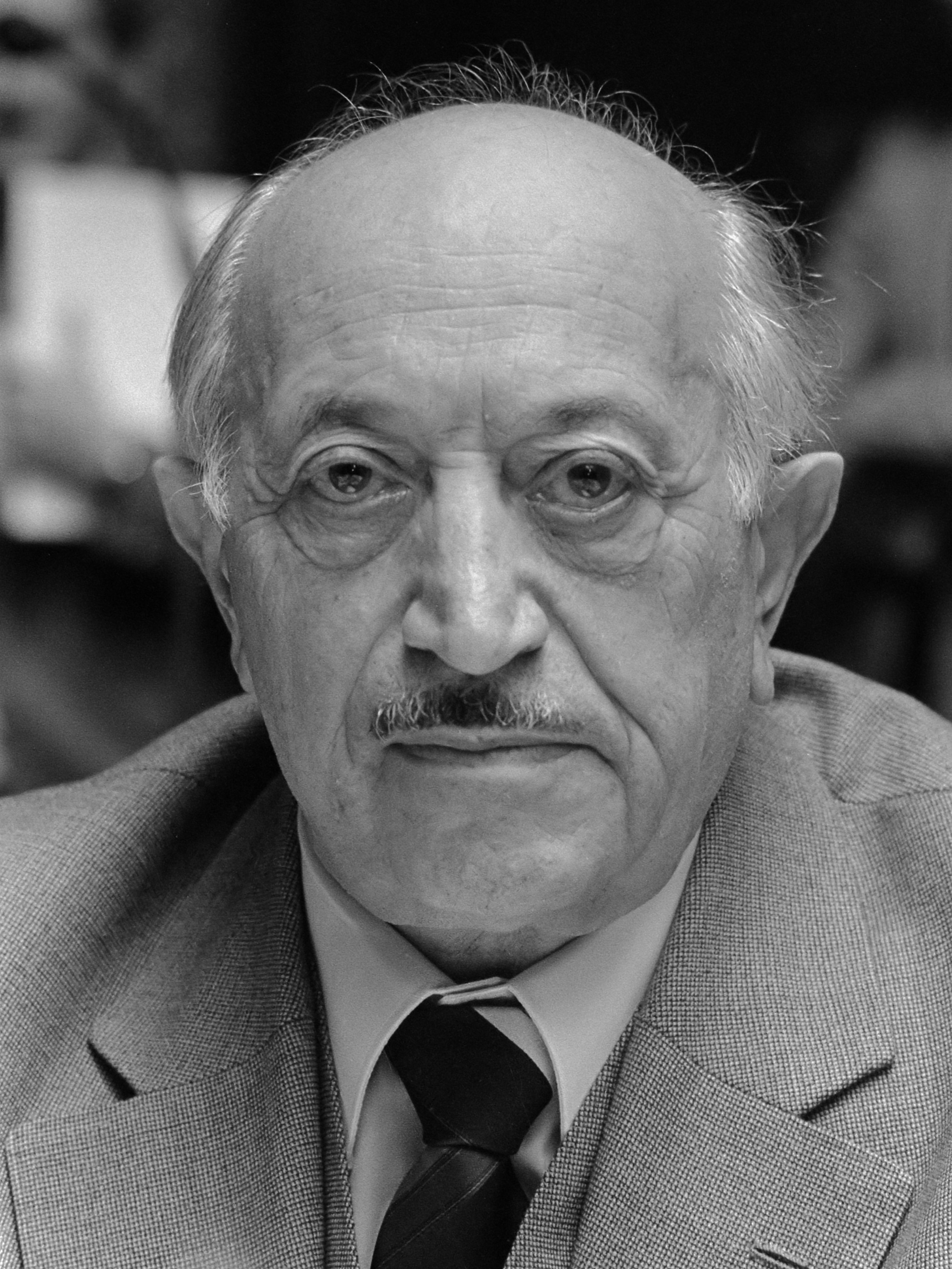
Nejznámější lovec nacistů, rakouský aktivista Simon Wiesenthal

Lovec nacistů je označován jednotlivec, který po ukončení druhé světové války hledá a snaží se dopadnout nacistické válečné zločince, kteří po válce unikli trestu a skrývají se před spravedlností. Nejznámějšími lovci nacistů byli Simon Wiesenthal, Serge Klarsfeld či Beate Klarsfeldová. V současnosti v jejich práci pokračuje Efraim Zuroff, ředitel Centra Simona Wiesenthala. Několik nacistů úspěšně vysledovala a zadržela izraelská tajná služba Mosad.
Po kapitulaci nacistického Německa 8. května 1945 tisíce nacistických válečných zločinců se v poválečném chaosu snažili uprchnout, zejména do států Latinské Ameriky, aby se vyhnuli odpovědnosti za své zločiny, které spáchali během druhé světové války. Někteří nacisté se konce války nedožili, jiní byli potrestáni v rámci Norimberského procesu, ale velká skupina nacistů před spravedlností unikla a ukryla se v různých částech světa.

## Útěky nacistů do Jižní Ameriky
Ve státech Jižní Ameriky byly v druhé polovině 20. století u moci převážně silně pravicové diktátorské režimy, které sympatizovaly s nacistickými myšlenkami a přivřely oči nad tím, když se v jejich zemi ukryl nějaký nacistický zločinec. Při útěcích z Evropy jim pomáhala i ODESSA, či katolický biskup v Římě Alois Hudal, sympatizující s nacistickým režimem. Nacističtí zločinci, kteří přišli na území těchto států, měli bohaté zkušenosti v oblasti tajných služeb, výslechy a tajnou policií, neboť nejednou se jednalo o příslušníky a důstojníky Waffen-SS, Gestapa a podobně. Mezi zeměmi, které přijímaly a odmítaly vydat válečné zločince byly zejména Bolívie, Chile, Uruguay, Brazílie a Argentina.

## Seznam nejhledanějších nacistických zločinců

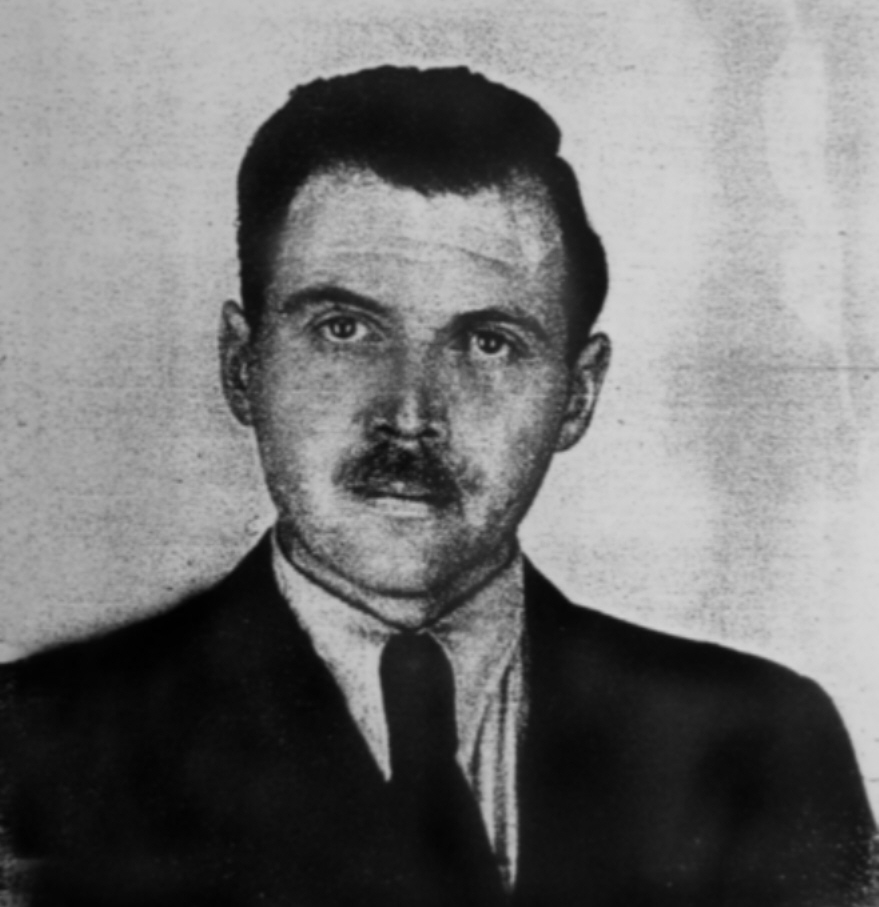
Fotografie z roku 1956, použitá na dokladech, které Mengele používal v Argentině, kde žil mnoho let pod falešnou identitou

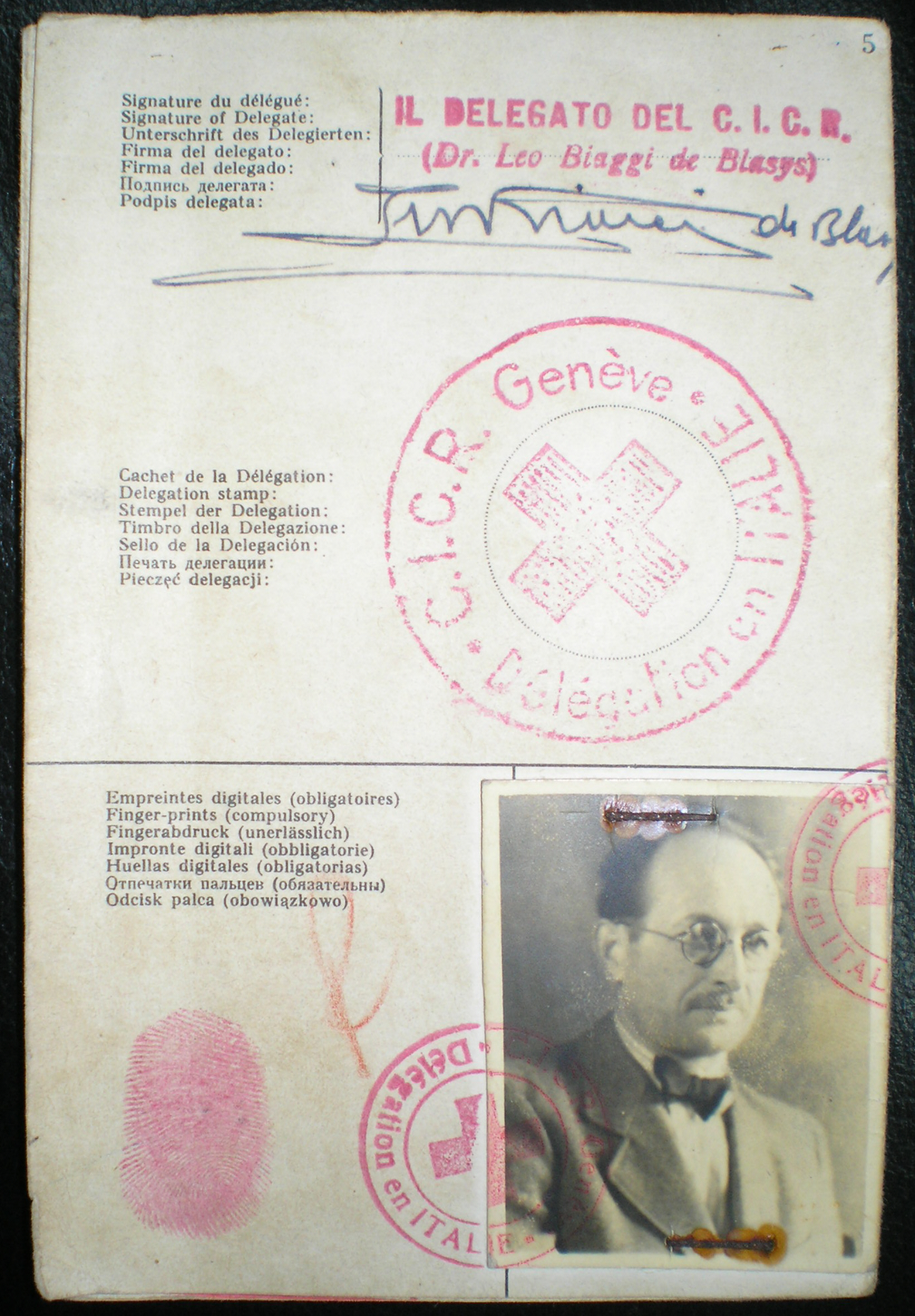
Pas vydaný italským Červeným křížem, který Eichmann použil pro svoji cestu do Argentiny

Mezi nejznámější nacisty, kterým se podařilo po druhé světové válce uniknout z Evropy a byli pronásledováni lovci nacistů, patřili:
- Josef Mengele, přezdívaný také Anděl smrti, sadistický a brutální nacistický lékař Waffen-SS v koncentračním táboře Auschwitz-Birkenau, který vykonával medicínské pokusy na lidech, mimo jiné na dvojčatech. Při takzvané selekci se podílel na zavraždění více než 400 000 lidí v plynových komorách.
- Adolf Eichmann, nacista, který organizoval plán Hitlerova konečného řešení na vyhlazení židovského obyvatelstva, a tudíž se podílel na zavraždění více než pěti milionů lidí.
- Klaus Barbie, kvůli extrémní brutalitě přezdívaný také Řezník z Lyonu, člen tajné policie Gestapo, který řídil transporty francouzských Židů do koncentračních táborů, s velkým potěšením vězně mučil a je osobně zodpovědný za smrt asi 4 000 lidí. V dubnu 1944 nařídil deportaci 44 židovských dětí ze sirotčince v Izieu do koncentračního tábora Auschwitz-Birkenau.
- Franz Stangl, velitel Vyhlazovacího tábora Sobibor, později Treblinky, byl zodpovědný za smrt 800 000-900 000 lidí.
- Gustav Wagner, zástupce a "věrný žák" Franze Stangla, přezdívaný také „bestie“ kvůli své brutalitě a sadismu. Po odchodu Stangla do Treblinky se stal velitelem koncentračního tábora Sobibor.
- Franz Murer, přezdívaný i kat Židů ve Vilniusu.
- Aribert Heim, sadistický nacistický lékař ve službách Waffen-SS, přezdívaný i Doktor smrt, který podobně jako Josef Mengele vykonával zvrácené medicínské pokusy na vězních v koncentračním táboře Mauthausen-Gusen a tak má na svědomí smrt mnoha vězňů, kteří zemřeli v důsledku krutého zacházení.
- Herberts Cukurs, přezdívaný také Kat z Rigy, lotyšský nacistický válečný zločinec ve službách nacistů, zodpovědný za smrt tisíců lidí obzvlášť brutálním způsobem.
- Kurt Lischka, šéf Gestapa v Paříži, který organizoval transport 73 000 francouzských Židů do plynových komor.
- Erich Priebke, kapitán Waffen-SS v Římě, který zorganizoval 24. března 1944 masakr v jeskyni Fosse Ardeatine v Itálii, při kterém zemřelo 335 Italů.[4]
- Paul Touvier byl francouzský nacistický kolaborant, který Němcům během druhé světové války napomáhal v páchání válečných zločinů na francouzském lidu.
- Alois Brunner, pravá ruka a věrný přítel Adolfa Eichmanna, je zodpovědný za transporty více než 140 000 Židů ze Slovenska, Řecka, Jugoslávie, Francie a Rakouska do koncentračních táborů.
- Ivan Mykolajovyč Demjaňuk, všeobecně známý jako John Demjanjuk, ukrajinský dozorce ve službách nacistického Německa ve vyhlazovacím táboře Sobibor, který měl od vězňů údajně dostat i přezdívku „Ivan Hrozný“ kvůli brutalitě s jakou vězně týral před jejich vstupem do plynových komor. V Sobiboru měl působit od 27. března 1943 do poloviny září 1943. Po válce emigroval do Spojených států amerických, kde žil až do roku 2009. Závěr života strávil v Německu, kde v roce 2012 zemřel.
- Richard Baer, od 11. května 1944 až do evakuace tábora v lednu 1945 byl velitelem koncentračního tábora Auschwitz-Birkenau. V roce 1939 jako vystudovaný a nezaměstnaný cukrář vstoupil do jednotek SS-Totenkopfverbände, které měly na starosti správu koncentračních táborů. Později postoupil na místo pobočníka koncentračního tábora Neuengamme, ale působil také v jiných koncentračních táborech. V roce 1944 nastoupil na místo třetího a posledního velitele koncentračního tábora Auschwitz-Birkenau.
- Eduard Roschmann, příslušník Waffen-SS, od roku ledna roku 1943 velitel ghetta v Rize, přezdívaný také Řezník z Rigy, protože byl zapleten do mnoha chladnokrevných vražd a krutostí.
- Boļeslavs Maikovskis byl lotyšský nacistický kolaborant, který působil jako šéf policie 2. okrsku v Rēzekne, v Lotyšsku.
- Josef Schwammberger byl příslušník Waffen-SS, od července 1942 do jara 1944 velitel pracovního tábora v polském Krakově.
- Dinko Šakić byl chorvatský nacistický kolaborant, jeden z představitelů fašistického proněmeckého/pronacistického Nezávislého chorvatského státu, zřízeného ustašovským fašistickým režimem v letech 1941–1945. Také byl velitelem největšího vyhlazovacího koncentračního tábora Jasenovac v profašistickém Chorvatsku.
- Karl Silberbauer byl rakouský důstojník fašistického Sicherheitsdienstu, tedy SD, bezpečnostní služby, která za zabývala civilní rozvědkou a kontrarozvědkou. V okupovaném Holandsku zatkl židovskou dívku Annu Frankovou spolu s její rodinou, kteří následně byli deportováni a zemřeli v koncentračním táboře Auschwitz-Birkenau.
- Walter Rauff byl německý důstojník Waffen-SS, který se v červnu 1944 stal plukovníkem Waffen-SS. Od ledna 1938 byl pobočníkem Reinharda Heydricha, zpočátku působil v SD, později člen RSHA (Reichssicherheitshauptamt – hlavní říšský bezpečnostní úřad). Odpovědný je za smrt nejméně 100 000 lidí.
- Hermine Braunsteinerová, přezdívaná také Kobyla z Majdanku, sadistická dozorkyně v koncentračním táboře Majdanek, která se vyžívala v brutálním mučení zejména mladých žen před vstupem do plynových komor.

Někteří nacisté byli dopadení a odsouzení, ale některým se podařilo úspěšně po zbytek života skrývat.

## Úspěšné operace lovců nacistů
- Adolf Eichmann byl zadržen izraelskou tajnou službou Mosad v roce 1960 na předměstí Buenos Aires. Následně byl unesen do Izraele, kde byl postaven před soud za válečné zločiny a odsouzen k trestu smrti, který byl proveden roku 1962.
- Klaus Barbie byl dopaden v Bolívii v roce 1983, kde tehdy padl diktátorský režim, který mu poskytoval podporu. Byl vydán do Francie, kde během druhé světové války spáchal válečné zločiny. Francouzským soudem byl odsouzen na doživotí. Zemřel v roce 1991 v lyonské věznici. Největší zásluha při jeho dopadení patřila lovcům nacistů Sergemu Klarsfeldovi a Beate Klarsfeldové.
- Franz Stangl byl zatčen roku 1967 v Brazílii za pomoci lovce nacistů Simona Wiesenthala. Byl transportován do Německa a odsouzen na doživotí. Zemřel Roku 1971 ve vězení.
- Gustav Wagner, místo jeho úkrytu bylo odhaleno roku 1971 poté, co Franz Stangl, jeho bývalý přítel a nadřízený, vyzradil po zatčení jedné novinářce v interview informace vedoucí k jeho osobě. Ukrýval se v brazilském São Paulu, avšak nikdo ho nemohl vystopovat. Nakonec se Wagner roce 1978 sám ze strachu přihlásil na policii a následně byl zatčen. Nejvyšší brazilský soud ho však nevydal do Německa, ale z neznámých důvodů ho propustil na svobodu. Roku 1980 se našlo jeho tělo mrtvé v domě, kde žil. Na hrudi měl několik bodných ran.
- Herbert Cukurs byl vypátrán agenty Mosadu v roce 1965, v Brazílii. Žil v bídě a jako bývalý pilot dělal vyhlídkové lety pro turisty nad Buenos Aires. Agent Mosadu převlečený za bohatého rakouského obchodníka se s ním spřátelil, nalákal jej na společné podnikání. Později ho vylákal kvůli obchodu do Uruguaye, kde byl v jednom malém domku zadržen a popraven agenty Mosadu.
- Kurt Lischka byl zatčen německými úřady v roce 1979 za pomoci lovců nacistů Serge a Beáty Klarsfeldových. Byl odsouzen na 10 let vězení, avšak odpykal si jen polovinu trestu, následně zemřel v sanatoriu.
- Erich Priebke byl zadržen v roce 1995 v Argentině. Následně byl vydán do Itálie, kde odpykával doživotní trest za válečné zločiny. Sklonek života strávil v domácím vězení, kde roku 2013 zemřel.
- Paul Touvier byl dopaden v roce 1989 francouzskou policií v klášteře v Nice na jihu Francie. Více než 40 let mu v útěcích a v ukrývání se spolu s rodinou napomáhalo pravicové křídlo katolické církve ve Francii. Byl odsouzen na doživotí a zemřel roku 1996.

## Neúspěšné operace lovců nacistů
- Josef Mengele jako jediný vysoce postavený a neslavně proslulý nacista dokázal před spravedlností utíkat po zbytek svého života. Mengele se po válce skrýval na statku v Německu, později roku 1949 uprchl přes Itálii do Argentiny. Zde žil do roku 1959, kdy byl varován, že ho vystopovali lovci nacistů a tak uprchl do Paraguaye. Odtud znovu unikl koncem 60. let 20. století do Brazílie, kde pracoval jako manažer na zemědělské farmě. Poslední roky života žil sám a v chudobě. Zemřel v Brazílii v roce 1979 na infarkt myokardu.
- Franz Murer byl roku 1948 deportován do Sovětského svazu a odsouzen na 25 let těžkého vězení. Roku 1955 byl propuštěn a vrátil se do rodného Rakouska. Roku 1963 se ho pokusil Simon Wiesenthal znovu obžalovat, ale Murer byl soudem osvobozen.
- John Demjanjuk (Ivan Mykolajovyč Demjaňuk) stál již v roce 1988 před izraelským soudem za válečné zločiny a byl odsouzen k trestu smrti, avšak roce 1993 byl rozsudek smrti zrušen. Ukázalo se, že došlo k záměně osob obžalovaných. V roce 2009 započal další soud s Johnem Demjanjukem, jehož Spojené státy americké, kde do té doby žil, zbavily amerického občanství a vypověděly ho ze země. Byl postaven před soud v Mnichově, který ho uznal vinným a odsoudil na 5 let, avšak pro vysoký věk na výkon trestu nenastoupil. Obviněný byl ze spoluúčasti na vraždě více než 29 tisíc Židů.
- Richard Baer od konce války v roce 1945 až do roku 1960 žil a pracoval jako lesník nedaleko německého Hamburku pod falešným jménem Carl Neumann. V roce 1960 byl zatčen a uvězněn, avšak na radu svého právníka odmítl vypovídat. Roku 1963 zemřel ve vězení.
- Milivoj Ašner byl chorvatský policejní ředitel kolaborující s nacisty. Údajně se podílel na deportaci stovek Srbů, Židů a Romů do koncentračních táborů. Žil v Rakousku. Zemřel 14. června 2011 ve věku 98 let.

## Stále hledaní zločinci
- Aribert Heim nejhledanější nacistický válečný zločinec současnosti. Není jisté, zda je stále naživu, či je již po smrti. Údajně zemřel roku 1992 v Egyptě, avšak lovec nacistů Efraim Zuroff se domnívá, že žije někde na jihu Chile a proto po něm Centrum Simona Wiesenthala vytrvale pátrá.
- Alois Brunner prchnul po válce spolu Aribertem Heimem do Egypta. Později unikl do Sýrie, kde by se měl nacházet dodnes pod falešným jménem Georg Fischer. Sýrie však toto tvrzení odmítá. Brunner údajně žije v Damašeku, v přísně střežené vile. Přišel o oko a 4 prsty, když mu v ruce explodoval balíček zaslaný od neznámého zdroje, zřejmě toužícího po pomstě za Brunnerovy zločiny. Podle zprávy Centra Simona Wiesenthala zemřel roku 2010 v Damašku.
- Sándor Képíró byl maďarský četnický důstojník, kolaborující s nacisty, který se měl roku 1942 (21.–23. ledna) podílet na zavraždění 1246 civilistů v srbském Novém Sadu. Roku 2011 byl ve velice vysokém věku 97 let postaven před soud, kde se zodpovídal za údajné válečné zločiny z roku 1942. Efraim Zuroff trval na tom, že je vinen a má být spravedlivě potrestán. Soud ale nakonec obviněného zprostil obžaloby.

Kanceláře Efraima Zuroffa z Centra Simona Wiesenthala má na seznamu nacistických válečných zločinců ještě stovky jmen různých dozorců koncentračních táborů, četníků, a dalších zločinců, kteří spolupracovali s nacistickým režimem a podíleli se na vraždění obyvatel. Počátkem 21. století pronásledování bývalých nacistů a zločinců druhé světové války slábne, protože většina aktivní generace z nacistického vedení je již ve vysokém věku či je již po smrti.